# Émile Campardon
Émile Campardon, né à Paris le 18 juillet 1837 et mort à Paris 3e le 23 février 1915, est un archiviste et historien français.

## Biographie
Né en 1837 à Paris, Louis Émile Campardon est le fils de Jean François Amand Campardon (1804-1882), médecin, et d'Aglaé Françoise Aimée Gallais (1809-1874). Il devient élève de l'École nationale des chartes, où il soutient en 1857 une thèse intitulée Essai sur les clercs notaires et secrétaires du roi depuis leur établissement jusqu’en 1483, précédé d’une notice sur les referendarii, Cancellarii et Notarii sous les deux premières races, et sous la troisième jusqu’à Philippe IV qui lui permet d'obtenir le diplôme d'archiviste-paléographe.
Conservateur aux Archives nationales, dont il dirigea la section judiciaire de 1857 à 1908, il publia dans les années 1860
une monographie sur le Tribunal révolutionnaire de Paris 
 et, au début du XXe siècle, les Quatrains et Souvenirs d'un archiviste. Destinés à un cercle d'amis, ces petits livres rarissimes renferment des portraits drôles et impertinents des archivistes du XIXe siècle.
Le 9 février 1885, il épouse à Argenteuil-sur-Armançon, Yonne, Pauline Célina Houillon (1825-1906), veuve d'un marchand de vins à Paris. 
Il meurt le 23 février 1915 à son domicile situé 57 boulevard Beaumarchais, dans le 3e arrondissement de la capitale. Il est le frère de Charles Campardon, médecin hydrologiste, et le beau-frère par alliance de Marie Jeanne Émilie Delafontaine, issue de la famille des fondeurs de bronze du même nom.

## Distinctions
- Chevalier de la Légion d'honneur

## Ouvrages
- Les Spectacles de la foire, Paris, Berger-Levrault et Cie, 1877, 2 vol.
- Les Comédiens de la troupe française, Paris, H. Champion, 1879.
- Les Comédiens du roi de la troupe italienne, Paris, Berger-Levrault et Cie, 1880, 2 vol.
- L'Académie royale de musique au XVIIIe siècle, Paris, Berger-Levrault et Cie, 1884, 2 vol. T1  T2
- Histoire du tribunal révolutionnaire de Paris, 10 mars 1793 - 31 mai 1795, Paris, Poulet-Malassis, 1862, présentation en ligne.
- Marie-Antoinette et le procès du collier, Paris, Plon, 1863.
- Mme de Pompadour et la cour de Louis XV au milieu du XVIIIe siècle, Paris, Plon, 1867.
- Un artiste oublié, J.-B. Massé, peintre de Louis XV, dessinateur graveur, Paris, Charavay frères, 1880.
- Liste des membres de la noblesse impériale : dressée d'après les registres de lettres patentes conservés aux Archives nationales, 1893, 189 p. (lire en ligne).

## Sources
1. ↑  « Essai sur les clercs notaires et secrétaires du roi depuis leur établissement jusqu’en 1483, précédé d’une notice sur les referendarii, Cancellarii et Notarii sous les deux premières races, et sous la troisième jusqu’à Philippe IV », sur ThENC@, portail des thèses de l'Ecole des chartes (consulté le 7 juillet 2022)
2. ↑  https://clio-cr.clionautes.org/le-tribunal-revolutionnaire-punir-les-ennemis-du-peuple.html

- Nécrologie par Henri Stein, dans Bibliothèque de l'École des chartes, 1915, p. 215-216.